# Intranät
Med intranät (av engelskans intranet, "inomnät") avses traditionellt ett privat datornätverk inom ett företag eller en organisation, bestående av ett antal sammankopplade lokala nätverk som är skyddade från omvärlden av en nätverksbrandvägg. Intranät i denna ursprungliga bemärkelse används för delad åtkomst av nätverksdiskar, databasservar, webbservrar, skrivare och annan nätverksutrustning endast från datorer som är anslutna till nätverket. Idag har begreppet i vissa sammanhang kommit att få den mer avgränsade innebörden internwebb, det vill säga en samling webbsidor och webbapplikationer på företagets webbservrar, som endast är tillgängliga för inloggade medarbetare inom en organisation, eller från datorer som är anslutna till organisationens interna datornätverk. 
Ordet intranät är vanligare än intranet i det svenska språket, och överensstämmer med Svenska datatermgruppens principer för främmande ord. 
Intranät är baserade på samma teknik som Internet (eng. "mellannät"), som är ett globalt nätverk bestående av många sammankopplade nätverk. Intranät skiljer sig från en organisations extranät (eng. extranet, "utanförnät"), som också är ett skyddat privat nätverk, men vars informationsinnehåll och servrar är tillgängliga för inloggade kunder och andra externa samarbetspartners.

## Intranät som privat nätverk
Inom nätverksteknik har intranät traditionellt betydelsen skyddat datornätverk eller företagsnätverk (eng enterprise network), där vissa kommunikationstjänster och informationsresurser endast är åtkomliga från datorer som är anslutna till intranätet men inte från övriga Internet. Vanliga exempel på sådana tjänster är åtkomst av nätverksskrivare, delad diskåtkomst (åtkomst av filer på en central filserver, i ett Storage Area Network eller på datorer som tillhör användare inom samma arbetsgrupp), elektronisk kalender, elektronisk telefonbok, databasåtkomst, fjärrinloggning samt gruppvara.  
Intranät har fått sitt namn därför att de bygger på samma teknik som Internet ("mellannät"), som är ett globalt nätverk som också består av många sammankopplade lokala nätverk (LAN), men även av stadsnätverk (MAN), områdesnätverk, nationella stamnät och globala nätverk (WAN). Tjänsterna använder således TCP/IP-baserade kommunikationsprotokoll, vilket gör att billig internetteknik kan utnyttjas. Intranättjänster är väsentligen samma tjänster som förr kallades LAN-tjänster, men dessa var då inte alltid TCP/IP-baserade. 
Intranät i betydelsen skyddat privat nätverk kan inte nås från valfri dator på Internet, till skillnad från intranät i betydelsen internwebb som ofta kan nås av inloggade användare på valfri dator även utanför det privata nätverket. Omvärldens tillgång till det privata nätverkets servrar förhindras vanligen genom en nätverksbrandvägg. Det privata nätverkets resurser kan emellertid nås av behöriga användare, exempelvis medarbetares som arbetar från bostaden eller är på tjänsteresa, från särskilt utvalda datorer utanför brandväggen som ingår i organisationens virtuella privata nätverk (VPN), på vilka ett särskilt VPN-certifikat har installerats. 
Intranätet kan bestå av ett eller flera fysiska nätverk (subnät), exempelvis Ethernet, som sammankopplats med IP-routrar. Ett fysiskt nätverk kan i sin tur kan bestå av ett eller flera lokala nätverk (LAN) som vart och ett täcker en byggnad eller ett campus. "Hål" kan öppnas i brandväggen till servrar som är anslutna till något av organisationens LAN så att de blir publikt tillgängliga utifrån. Dessa servrar tillhör det privata nätverkets demilitariserade zon. Klientprogram inom ett intranät kan i allmänhet nå externa servrar på Internet.

## Intranät som intern webb
Inom webbutveckling och organisationer åsyftar "intranät" ofta internwebb, det vill säga webbplatser och webbsidor som enbart är tillgängliga inom organisationens nätverk eller för inloggade medarbetare. Dessa webbsidor kan innehålla filer, dokument, webbapplikationer och information hämtade från databaser, som är åtkomliga via webbläsarprogram. Begreppet åsyftar idag ofta de sidor på ett webbpubliceringssystem som endast är tillgängliga för anställda, men kan även åsyfta statiska webbsidor, wikier, gruppvara, med mera. Observera att intranät i betydelsen internwebb ofta kan nås från Internet, men kräver då autentisiering genom inloggning.

### Tre centrala tjänster
Den mest centrala uppgiften för ett intranät i betydelsen intern webb brukar vara som intern nyhetskanal till medarbetare i organisationen. En annan uppgift är att fungera som ett bibliotek och dokumenthanteringssystem, där viktiga dokument för arbetet eller för anställningen - till exempel personalhandbok, blanketter, arbetsbeskrivningar, riktlinjer, policies, protokoll och ordböcker - alltid finns tillgängliga i sin senaste och korrekta version.
Ett intranät kan omfatta en webbportal med samlade länkar till webbaserade resurser och informationssystem som används inom organisationen, till exempel databaser med webbgränssnitt, wikier, interna molntjänster, ärendehanteringssystem, tidrapporteringssystem, resursbokningssystem, ekonomisystem, beställningsystem, verktyg för customer relationship management, webbkonferenssystem, och så vidare. I bästa fall möjliggör portalen gemensam inloggning. 
Intrawebben kan vara en skyddad del av organisationens webb, och kan hanteras med hjälp av samma webbpubliceringssystem (web content management system). Ett sådant system möjliggör att många kan redigera samma webbsidor.
Webbredaktörer vid organisationens informationsavdelning har ofta ett övergripande ansvar för intrawebben, i samverkan med IT-enheten och olika befattningshavare i verksamheten.

### Historia och utveckling
De första intranäten i Sverige började byggas upp i slutet av 1990-talet. De har inte sällan kommit att ersätta tidigare personaltidningar.
Intranät var från början i de flesta fall starkt centralstyrda, och präglade av envägs-kommunikation - uppifrån och ned. Till exempel var det sällsynt att läsare kunde kommentera det som publicerades. En vanlig praxis är också att webbläsare på organisationens datorer är förinställda att ha intranätet som startsida. I många fall har detta också gjorts omöjligt att ändra.
Den centraliserade modellen används fortfarande på många håll. Efterhand har dock många intranät och webbpubliceringssystem fått fler inslag av öppen kunskapsdelning mellan medarbetarna, och mindre centralstyrning - säkerligen inspirerat av den snabba och stora tillväxten för bland annat wikier och bloggar. 

### Styrning av tillgång och anpassning av innehåll
Tillgången till ett intranät kan styras via personliga inloggningar, eller begränsas till särskilda IP-adresser. Ett intranät kan också ha olika behörighets-zoner; vissa delar är då enbart åtkomliga för till exempel personer med chefsbefattningar, eller för medarbetare inom en viss del av organisationen.
Även om allt innehåll är tillgänglig för alla, kan presentationen styras eller anpassas efter olika roller, så att användarna i första hand ser för dem viktig information. 
Ibland förekommer också personalisering, när den enskilde själv kan välja till exempel vilken information eller vilka tjänster som ska vara tillgängliga på förstasidan.

### Organisation
Intranätet har ofta en eller flera ansvariga, som särskilt i större organisationer kan vara samlade i en intranätredaktion. Förutom den centrala redaktionen kan många medarbetare ute i organisationen ha begränsade möjligheter att publicera material, och vid sidan av sina ordinarie arbetsuppgifter vara ansvariga för en viss del eller för vissa sidor. 

### Låg användning
En vanlig erfarenhet i många organisationer är att intranät inte används så mycket som man föreställt sig. Skälen kan vara många. Det finns kanske inte så stort nyhetsflöde inom organisationen som man tänkt sig. Kompetensen i fråga om att skriva och kommunicera hos dem som arbetar med intranätet kan vara låg, särskilt om de inte har detta som sin huvuduppgift. Andra informationsvägar, oftast från person till person, till exempel mejl, är ändå starkare. Intranätet drabbas också av konkurrens från andra, mer specialiserade system: funktionen som bibliotek kan ibland tas över av ett dokumenthanteringssystem.